# Buffalo AKG Art Museum

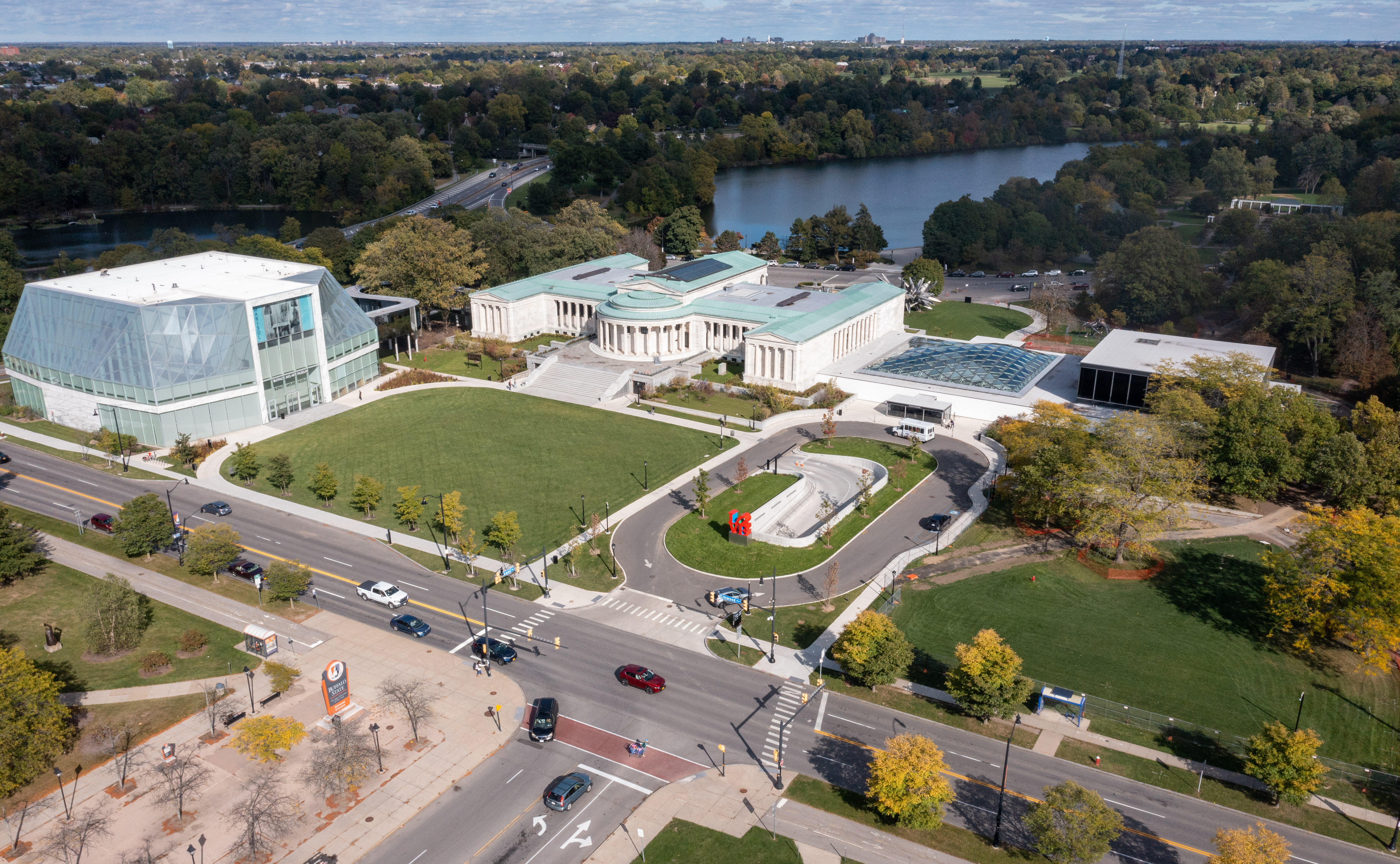
Buffalo AKG-Campus mit Neubau

Das Buffalo AKG Art Museum (Buffalo Albright–Knox–Gundlach Museum) ist ein Museum im Delaware Park der Stadt Buffalo im US-Bundesstaat New York und zählt zu den herausragenden Ausstellungsorten der Moderne und der zeitgenössischen Kunst der Vereinigten Staaten und darüber hinaus. Ihm direkt gegenüber liegt das Buffalo State College.

## Geschichte der Bauten und der Benennung des Museums

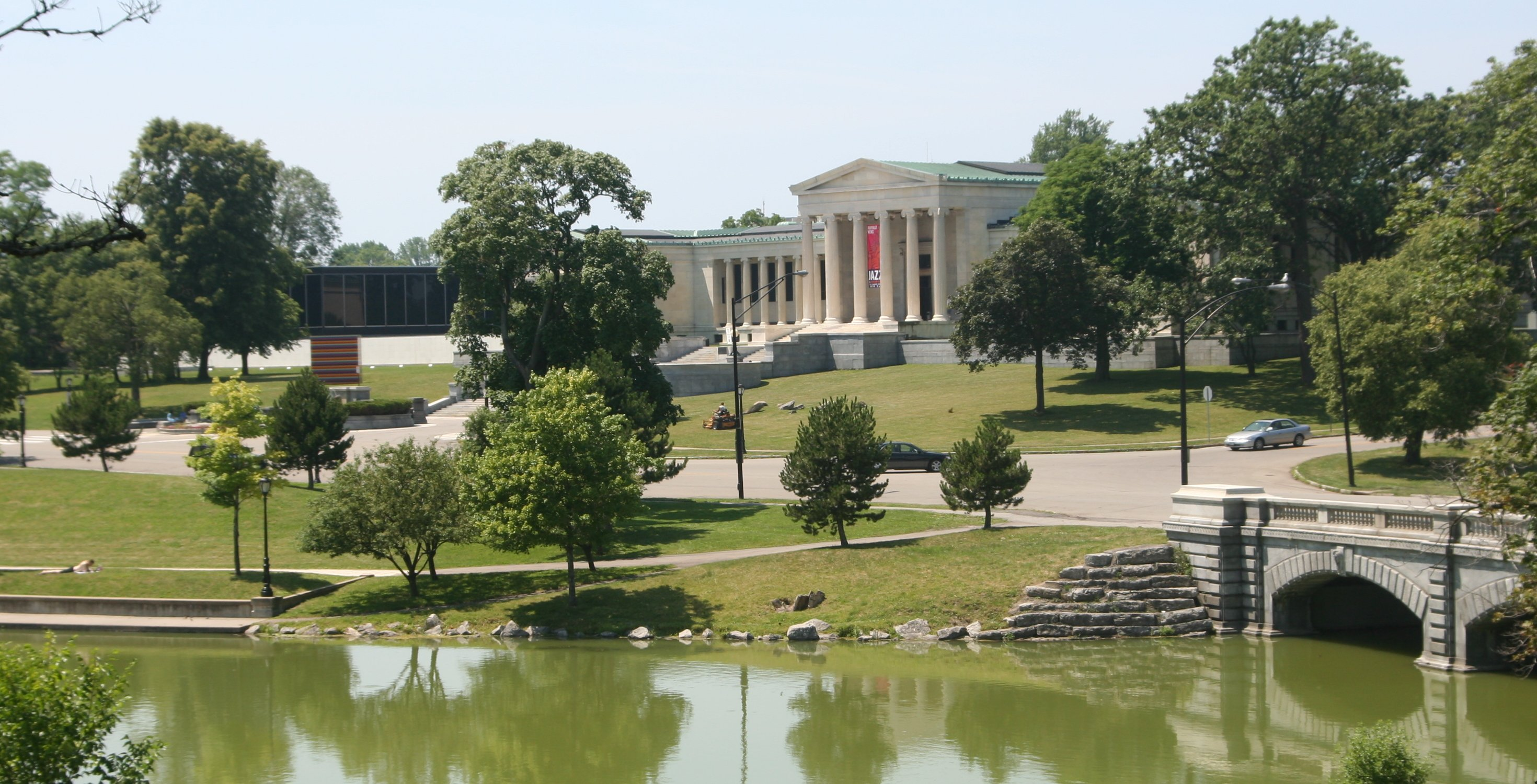
Blick auf die Albright-Knox Art Gallery, Buffalo, vom Delaware Park

Das Museum hat eine lange Tradition in Benennung einzelner Gebäude nach den privaten Sponsoren, die häufig reiche Industrielle waren. Es wird von der Buffalo Fine Arts Academy betrieben. Diese Kunstfördervereinigung wurde 1862 in Buffalo gegründet und zählt damit zu den ältesten Vereinigungen ihrer Art in den Vereinigten Staaten. Die Buffalo Fine Arts Academy hatte schon länger die Idee einer Kunstgalerie für die Stadt und aus Anlass der für 1901 geplanten Pan-American Exposition begann dann 1890 der vermögende Industrielle und Kunstmäzen John J. Albright den Bau eines Pavillons der Schönen Künste (Fine Arts Pavilion).
Der bekannte lokale Architekt Edward Brodhead Green leitete das Bauvorhaben. Wegen Verzögerungen wurde der Bau nicht rechtzeitig zur Pan-American Exposition fertiggestellt, 1905 konnte das nach ihrem Stifter Albright-Gallery benannte Museum eröffnet werden. Es ist eines der ältesten Museen in den Vereinigten Staaten und wird im Verzeichnis der Historischen Stätten der Vereinigten Staaten (National Register of Historic Places) aufgeführt. 1927 war erneut eine Erweiterung des Museums notwendig, das dann von der Buffalo Society of Natural Sciences genutzt wurde. Das heruntergekommene Gebäude wurde bis 1929 renoviert und dann als  Albright Art School wieder eröffnet. Geldgeber war Charles Clifton, weshalb der Bau auch den Namen Clifton Hall bekam. 1962 erlaubten Spenden von Seymour H. Knox, Jr. und seiner Familie sowie weiteren privaten Spendern eine Erweiterung der Galerie, die in Albright-Knox Art Gallery umbenannt wurde. Architekt der baulichen Erweiterungen war Gordon Bunshaft, der auch das Lever House in New York City entworfen hat, weshalb das Gebäude auch den Beinamen Bunshaft Annex erhielt.
Von 2021 bis 2023 fand eine umfangreiche Renovierung des Museums und seiner Gebäude statt, die zum großen Teil aus Einzelspenden finanziert wurde. Der Industrielle Jeffrey E. Gundlach allein spendete 65 Millionen Dollar, weitere 20 Millionen kamen von dem Staat New York. Insgesamt kamen durch private Spenden 230 Millionen für die Renovierung zustande. Während der Renovierung war das Museum für das Publikum geschlossen. Architekt war Shohei Shigematsu vom OMA. Es ist das erste Kunstmuseum, das diese Architektenvereinigung  in den USA entworfen hat. In Anerkennung der großen Einzelspende von Gundlach wurde ein neu errichtetes Gebäude als Jeffrey E. Gundlach Building bezeichnet. Auch der Name des Museums wurde geändert in Buffalo AKG Art Museum (Buffalo Albright–Knox–Gundlach Art Museum).
Clifton Hall verfügte bis zur Renovierung u. a. über einen offenen Innenhof, der den Besuchern des Museums nicht zugänglich war. Im Rahmen der Neugestaltung des Terrains wurde ein neues Kunstwerk von den Künstlern Ólafur Elíasson und Sebastian Behmann geschaffen, Common Sky, das diesen Innenhof nun umschließt. Der so entstandene Platz erhielt den Namen Ralph C. Wilson Town Square: "At once architectural and sculptural, Common Sky presents a canopy of glass and mirrors rendered in alternating triangular segments that allow the light to pour into the space below. Visitors can look up and see themselves reflected in the mirrors too, creating a synergistic and kaleidoscopic pushing and pulling of reflections and space. Common Sky’s form tapers into the courtyard itself, with a cyclone-shaped column that leads to a complex system of drains below. This asymmetrical element nods both to the location of a lone hawthorn tree planted in the original courtyard in the 1960s,  while simultaneously serving as a drainage system of rain and snow that Buffalo is famed for." (In Deutsch: „Common Sky ist architektonisch und skulptural zugleich und besteht aus einem Baldachin aus Glas und Spiegeln, die in abwechselnden dreieckigen Segmenten angeordnet sind und das Licht in den darunter liegenden Raum einfallen lassen. Die Besucher können nach oben schauen und sich selbst in den Spiegeln reflektiert sehen, wodurch ein synergetisches und kaleidoskopisches Schieben und Ziehen von Reflexionen und Raum entsteht. Die Form von Common Sky verjüngt sich zum Innenhof hin, mit einer zyklonförmigen Säule, die zu einem komplexen System von Abflüssen führt. Dieses asymmetrische Element ist eine Anspielung auf den Standort eines einzelnen Weißdornbaums, der in den 1960er Jahren im ursprünglichen Innenhof gepflanzt wurde, und dient gleichzeitig als Abflusssystem für Regen und Schnee, für das Buffalo bekannt ist.“) <Ralph C. Wilson, Jr. and the Wilson Foundation spendeten 11 Millionen Dollar für die Renovierung.
Nach der Renovierung beherbergt Clifton Hall unter anderem das Archiv des Museums, Arbeitsräume für die Angestellten sowie das F. Paul Norton and Frederic P. Norton Family Prints And Drawings Study Center. Das Seymour H.Knox Building beinhaltet unter anderem Räume, in denen die Besucher selbst an Kunstworkshops teilnehmen können, den so genannten Communal Space (Gemeinsamer Raum), der die erste Kooperation der Lego Foundation mit einem Museum darstellt. Ebenso ist hier das Restaurant Cornelia untergebracht, das ein fast 10 Meter hohen Glasmosaik der Künstlerin Firelei Báez zeigt. Das Jeffrey E. Gundlach Building – ein rundes, gläsernes Gebäude – erweitert die Ausstellungsfläche des Museums um 30.000 Quadratmeter. Im Erdgeschoss des Gebäudes befindet sich die Nordische Galerie, die sich der skandinavischen Gegenwartskunst widmen soll. Im dritten Stock des Gebäudes sollen Neuerwerbungen des Museums präsentiert werden.

## Sammlung

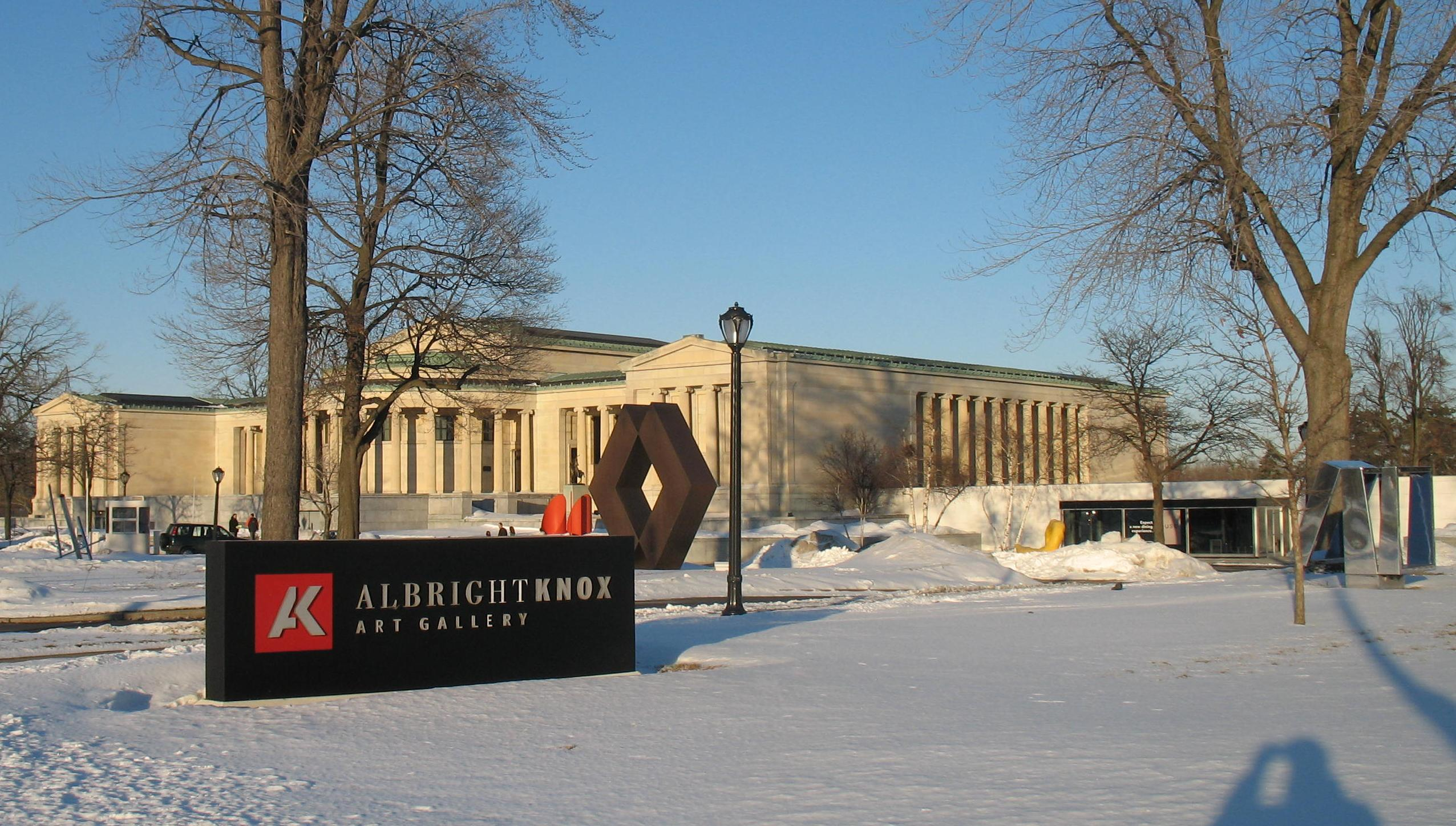
Blick auf die Albright-Knox Art Gallery, Buffalo, von der Elmwood Avenue

Das Museum besitzt eine Reihe von älteren Kunstwerken, etwa aus dem Mittelalter oder von Künstlern wie William Hogarth und Joshua Reynolds. Hinzu kommen Kunstwerke des 19. Jahrhunderts, darunter Bilder des Impressionismus und Post-Impressionismus. So stellt es beispielsweise Werke von Paul Gauguin und Vincent van Gogh aus. Vom Beginn des frühen 20. Jahrhunderts stammen Arbeiten des Kubismus, Surrealismus und des Konstruktivismus. Hierunter befinden sich Werke von Pablo Picasso, Georges Braque, Henri Matisse, André Derain, Joan Miró, Piet Mondrian und Alexander Rodchenko.
Die Entwicklung der Modernen Kunst wird in Bildern des Abstrakten Expressionismus aufgezeigt, dazu zählen Werke der amerikanischen und europäischen Kunst der Nachkriegszeit bis hin zu Pop Art und anderer Kunst der 1970er Jahre. Werke führender Künstler wie Arshile Gorky, Franz Kline, Willem de Kooning, Robert Motherwell, Mark Rothko, Jackson Pollock, Clyfford Still und Andy Warhol sind zu sehen. Die Sammlung zeitgenössischer Kunst umfasst beispielsweise Werke von Kiki Smith, Allan Graham, Georg Baselitz, John Connell, Heiner Thiel und Per Kirkeby.

## Stellung der Alten Kunst
Im Juni 2007 ließ die Galerie eine antike Bronzestatue der Artemis für 28,6 Millionen US-Dollar in New York versteigern, damals einer der höchsten Preise, der je für Skulpturen dieser Art bezahlt worden war. Die Skulptur ging in Privatbesitz über. Die Versteigerung löste die Frage nach dem Kernauftrag des Museums aus, den Museumsdirektor Louis Grachos 2007 als „Sammlung zeitgenössischer Kunst“ wiederholt und damit den Verkauf der antiken Statue gerechtfertigt hatte. Dies stellte jedoch die Sammlung vieler in der Galerie ausgestellten Werke in Frage und der Öffentlichkeit wurde eine Liste der „gesicherten“ nicht-modernen Werke vorgelegt, an deren Verkauf nicht gedacht war. So wurde der Verbleib von William Hogarths Lady’s Last Stake und Joshua Reynolds Cupid as a Link Boy in der Galerie bestätigt, wie auch der von gerade in den Jahren zuvor erst erworbenen Arbeiten von Gustave Courbet, Honoré Daumier, Jacques-Louis David und Eugène Delacroix. Die Diskussion zum Sammlungsvorhaben eines Museums, auch wenn anhand Richtlinien verwaltet, sowie die Fragen der Finanzierung von Museen zeigt die Herausforderung an die Kunstförderung in einer hauptsächlich privatwirtschaftlich zu finanzierenden Kunstsphäre in den Vereinigten Staaten, im Gegensatz zu den oft staatlich geförderten Museen in Europa.